# Goodyera brachystegia
Goodyera brachystegia là một loài thực vật có hoa trong họ Lan. Loài này được Hand.-Mazz. mô tả khoa học đầu tiên năm 1936.